# Hypoedaleus
Cet article court présente un sujet plus développé dans : Hypoedaleus guttatus.
Genre
Hypoedaleus est un genre monotypique de passereaux de la famille des Thamnophilidés.

## Liste des espèces
Selon la classification de référence du Congrès ornithologique international (version 6.4, 2016) :
- Hypoedaleus guttatus — Batara moucheté, Fourmilier à manteau perlé (Vieillot, 1816)